# عملية العفولة 2003
تفجير مركز العفولة هي عملية استشهادية نفذتها الفدائية «هبة عازم سعيد دراغمة» وقعت يوم 19 مايو 2003 التابعة لسرايا القدس، الجناح العسكري لحركة الجهاد الإسلامي، عند مدخل سوق تجاري 'شعاري حامكيم' بمدينة العفولة في شمال إسرائيل. وأسفرت العملية عن مقتل ثلاثة إسرائيليين وإصابة 70 آخرين.
وقد أعلن كل من الجهاد الإسلامي و كتائب شهداء الأقصى مسؤوليتهم عن الهجوم. وأكدت سرايا القدس أن هذه أول مرة تقوم فيها بإرسال استشهادية ردًا على المجازر بحق شعبنا الفلسطيني وتزامنا مع الذكرى الخامسة والخمسين للنكبة، وسلمت قوات الاحتلال جثمان الاستشهادية هبة دراغمة منتصف عام 2012م، بعد أن احتجزت جثمانها الطاهر لمدة 9 أعوام.

## العملية
في يوم الاثنين 19 مايو 2003، طلبت هبة من والدها شراء بعض الملابس، ثم توجهت إلى أحد المحال المخصص لبيعها واشترت ما يلزمها للتمويه على القوات الصهيونية لتنفذ عملياتها، وتناولت مع والداها الفطور ككل يوم قبل خروجها للجامعة، لتخرج في تمام الساعة الثانية عشرة والنصف، بعد أن طلبت منهما أن يدعوا لها بالتوفيق في امتحانها القادم، في تمام الساعة 17:14 مساءً، كانت هبة على المدخل الشرقي للمجمع التجاري في مدينة العفولة. صحيفة يديعوت أحرونوت الصهيونية أكدت أن الفتاة التي نفذت العملية يوم الاثنين وكانت ترتدي بنطال جينز وتي شيرت مما أوهم الحراس أنها طالبة ' إسرائيلية' وتقول الحارسة الصهيونية 'هدار جيتلين' التي كانت تقف أمام المجمع التجاري في العفولة وأصيبت بجراح بالغة: إننا كعادتنا طلبنا من هبة ككل الزوار فتح حقائبهم، إلا أنها أدارت لنا ظهرها، فهب الحارس الآخر ' وهب أبى زريهان' للإمساك بيديها إلا أن دوي الانفجار الذي هز جنبات العفولة قد حوله إلى أشلاء، وأدى إلى مقتل ثلاثة أشخاص وإصابة 70 آخرين وصفت بجروح ما بين المتوسطة والخطيرة، وإلحاق أضرار مادية كبيرة في المكان.

### القتلى
- آفي زيريهان، 36 عامًا، من بيسان [3]
- حسن إسماعيل تواثا، 41 عاماً من جسر الزرقاء [4]
- كيريل شريمكو، 22 سنة، من العفولة [5]

## المسؤول
وبعد الهجوم، فإن كلا من حركة الجهاد الإسلامي وكتائب شهداء الأقصى مسؤوليتها عن الهجوم، وقال إن الفدائية كانت فلسطينية تبلغ من العمر 19 عاما اسمها هبة دراغمة من مدينة طوباس في شمال شرق الضفة الغربية كانت طالبة في آداب إنجليزي في فرع جامعة القدس المفتوحة بنابلس. وكان عازم دراغمة يحلم بأن تحضر له ابنته هبة الطالبة شهادة دكتوراه في الأدب الإنجليزي، لكن هي كانت تحلم بشهادة من نوع آخر لم يكن يعرف عنها شيئا، دفعتها إلى تنفيذ عمليه العفولة الاستشهادية. وقال عازم دراغمة لوكالة فرانس برس كانت تقول سأقدم لك شهادة تفتخر بها ولم يخطر ببالي أبداً أنها تعني الشهادة الدينية، كنت اعتقد أنها ستحضر لي شهادة أكاديمية لأنها كانت طوال حياتها من المتفوقات والملتزمات.

## روابط خارجية
- تفجير انتحاري في العفولة (19 أيار 2003) - نُشر في وزارة الخارجية الإسرائيلية
- انفجار انتحاري يهز مول إسرائيلي - نشر على بي بي سي نيوز في 19 مايو 2003
- مهاجم القتل يقتل ثلاثة أشخاص في إسرائيل - نُشر على قناة فوكس نيوز في 20 مايو 2003
- مركز تسوق Suicide Blast - نشر على Sky News في 20 مايو 2003
- خطة السلام تتعرض لخطر الضربات الجوية الخامسة - نُشر في The Age في 21 مايو 2003
- قتل امرأة انتحارية 3 - نشرت على شبكة سي بي إس نيوز في 20 مايو 2003